# برينت بودن
برينت بودن (بالإنجليزية: Brent Bowden)‏ هو لاعب كرة قدم أمريكية أمريكي، ولد في 21 مايو 1987 في هنتسفيل في الولايات المتحدة.

## وصلات خارجية
- برينت بودن على موقع مرجع كرة القدم المحترفة.كوم (الإنجليزية)